# Ключевськ
Клю́чевськ (рос. Ключевск) — селище у складі Березовського міського округу Свердловської області.
Населення — 2013 осіб 2010, 1988 у 2002).
До 12 липня 2004 року селище мало статус селища міського типу.